# USS Atherton (DE-169)
USS Atherton (DE-169) là một tàu hộ tống khu trục lớp Cannon từng phục vụ cùng Hải quân Hoa Kỳ trong Chiến tranh Thế giới thứ hai. Nó là chiếc tàu chiến duy nhất của Hải quân Hoa Kỳ được đặt cái tên này, theo tên Trung úy Hải quân John McDougal Atherton (1918-1942), người từng phục vụ trên tàu khu trục Meredith (DD-434) và đã tử trận khi Meredith bị đánh chìm gần Guadalcanal vào ngày 25 tháng 10, 1942. Nó đã phục vụ cho đến khi chiến tranh kết thúc, xuất biên chế năm 1945, rồi được chuyển cho Lực lượng Phòng vệ biển Nhật Bản năm 1955, và tiếp tục phục vụ như là chiếc JDS Hatsuhi (DE-263) cho đến năm 1975. Sau khi được hoàn trả cho Hoa Kỳ, con tàu lại được chuyển giao cho Hải quân Philippines và hoạt động như là chiếc RPS Rajah Humabon (PS-78/PF-11) cho đến khi ngừng hoạt động năm 2018. Atherton được tặng thưởng một Ngôi sao Chiến trận do thành tích phục vụ trong Thế Chiến II.

## Thiết kế và chế tạo
Lớp Cannon có thiết kế hầu như tương tự với lớp Buckley dẫn trước; khác biệt chủ yếu là ở hệ thống động lực Kiểu DET (diesel electric tandem). Các động cơ diesel đặt nối tiếp nhau dẫn động máy phát điện để cung cấp điện năng quay trục chân vịt cho con tàu. Động cơ diesel có ưu thế về hiệu suất sử dụng nhiên liệu, giúp cho lớp Cannon cải thiện được tầm xa hoạt động, nhưng đánh đổi lấy tốc độ chậm hơn.
Vũ khí trang bị bao gồm ba pháo 3 in (76 mm)/50 cal trên tháp pháo nòng đơn có thể đối hạm hoặc phòng không, một khẩu đội pháo phòng không Bofors 40 mm nòng đôi và tám pháo phòng không Oerlikon 20 mm. Vũ khí chống ngầm bao gồm một dàn súng cối chống tàu ngầm Hedgehog Mk. 10 (có 24 nòng và mang theo 144 quả đạn); hai đường ray Mk. 9 và tám máy phóng K3 Mk. 6 để thả mìn sâu. Con tàu vẫn giữ lại ba ống phóng ngư lôi Mark 15 21 inch (533 mm). Thủy thủ đoàn đầy đủ bao gồm 15 sĩ quan và 201 thủy thủ.
Atherton được đặt lườn tại xưởng tàu của hãng Federal Shipbuilding and Drydock Company ở Newark, New Jersey vào ngày 14 tháng 1, 1943. Nó được hạ thủy vào ngày 27 tháng 5, 1943, được đỡ đầu bởi bà Cornelia A. Atherton, mẹ Trung úy Atherton, và nhập biên chế cùng Hải quân Hoa Kỳ tại Xưởng hải quân Norfolk vào ngày 29 tháng 8, 1943 dưới quyền chỉ huy của Hạm trưởng, Thiếu tá Hải quân Paul Louis Mansell, Jr.

## Lịch sử hoạt động

### USSAtherton

#### Mặt trận Đại Tây Dương
Atherton tiến hành chạy thử máy tại khu vực vịnh Chesapeake từ tháng 9, 1943 đồng thời thực hiện hai chuyến đi đến khu vực Bermuda. Nó lên đường đi Puerto Rico vào ngày 13 tháng 11, nơi nó hoạt động tuần tra chống tàu ngầm tại khu vực giữa Saint Croix, quần đảo Virgin và eo biển Anegada. Vào ngày 24 tháng 11, nó đã tấn công vào một mục tiêu dò được bằng sonar, nhưng không đem lại kết quả; con tàu được thay phiên ba ngày sau đó và quay trở về Norfolk vào ngày 30 tháng 11. Nó chuyển sang vai trò huấn luyện thủy thủ đoàn các tàu hộ tống khu trục trong tương lai, thực hiện những chuyến đi thực tập hàng ngày tại vịnh Chesapeake. Nó rời Norfolk vào ngày 11 tháng 12 để hộ tống một đoàn tàu vận tải đi sang khu vực kênh đào Panama, rồi quay trở lại Hampton Roads vào ngày 27 tháng 12.
Trong giai đoạn từ tháng 1, 1944 đến tháng 5, 1945, Atherton phục vụ cùng Lực lượng Đặc nhiệm 62 để hộ tống các đoàn tàu vận tải vượt Đại Tây Dương. Các đoàn tàu xuất phát từ Norfolk hoặc New York được nó hộ tống đi sang các cảng tại Địa Trung Hải, bao gồm Casablanca, Maroc; Bizerte, Tunisia; và Oran, Algérie. Xen kẻ giữa các chuyến đi là những lượt bảo trì và đại tu tại Xưởng hải quân Boston.
Đang khi trên đường từ New York đến Boston vào ngày 5 tháng 5, 1945, Atherton cùng với tàu frigate tuần tra Moberly (PF-63) đụng độ với một chiếc U-boat Đức mà sau này được xác định là chiếc U-853. Chiếc tàu ngầm đã phóng ngư lôi tấn công chiếc tàu tiếp than Black Point lúc 17 giờ 40 ngày 5 tháng 5, và Atherton đã phát hiện đối thủ qua sonar tại vị trí cách 8 mi (13 km) ngoài khơi đảo Block, Rhode Island. Sau bốn lượt tấn công bằng mìn sâu và súng cối chống tàu ngầm Hedgehog, những mảnh vỡ các loại và một mảng dầu loang lớn trồi lên mặt nước. Sang ngày hôm sau thợ lặn được phái đến xác nhận chiếc U-boat đã bị đánh chìm tại tọa độ 41°13′B 71°27′T / 41,217°B 71,45°T ở độ sâu 100 foot (30 m), Atherton cùng với Moberly được ghi công đã tiêu diệt được U-853.

#### Mặt trận Thái Bình Dương
Atherton lên đường đi vịnh Guantánamo, Cuba vào ngày 28 tháng 5, nơi nó thực hành huấn luyện cùng Đội hộ tống 13 trong một tuần lễ, rồi lại lên đường vào ngày 6 tháng 6 để đi sang khu vực Mặt trận Thái Bình Dương. Đi ngang qua kênh đào Panama và San Diego nó đi đến Trân Châu Cảng vào ngày 29 tháng 6. Con tàu được bảo trì, rồi tiến hành huấn luyện trước khi khởi hành vào ngày 15 tháng 7 để đi sang khu vực quần đảo Mariana, đi đến Saipan  vào ngày 26 tháng 7. Nó phục vụ tuần tra chống tàu ngầm ngoài khơi Saipan cho đến ngày 5 tháng 8, khi nó lên đường đi Ulithi, và làm nhiệm vụ tuần tra  và tim kiếm-giải cứu tại khu vực này cho đến ngày 18 tháng 8. Sau khi Nhật Bản đã chấp nhận đầu hàng vào ngày 15 tháng 8 giúp kết thúc cuộc xung đột, trong giai đoạn từ ngày 19 tháng 8 đến ngày 16 tháng 9, nó thực hiện hai chuyến hộ tống vận tải khứ hồi đến Okinawa.
Atherton lên đường vào ngày 1 tháng 11 để quay trở về Hoa Kỳ, đi ngang qua Trân Châu Cảng và San Diego rồi băng ngược kênh đào Panama trước khi về đến Jacksonville, Florida vào tháng 12. Con tàu được cho xuất biên chế vào ngày 10 tháng 12, 1945 và neo đậu cùng Hạm đội Dự bị Đại Tây Dương tại Green Cove Springs, Florida.

### JSHatsuhi(DE-263)

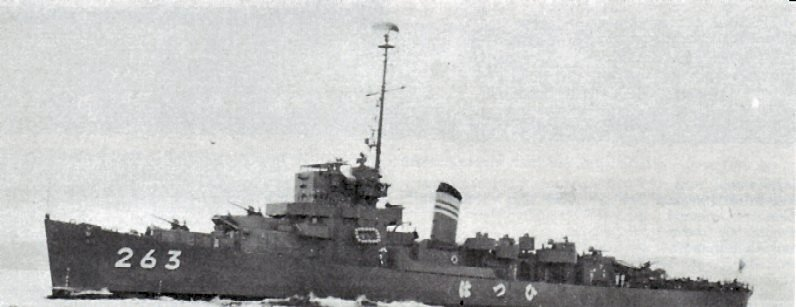
Tàu hộ tống khu trục Hatsuhi của Lực lượng Phòng vệ biển Nhật Bản, khoảng năm 1967

Vào ngày 14 tháng 6, 1955, sau gần mười năm bị bỏ không trong thành phần dự bị, con tàu được chuyển giao cho Nhật Bản trong khuôn khổ Chương trình Viện trợ Quân sự; tên nó được cho rút khỏi danh sách Đăng bạ Hải quân Hoa Kỳ vào ngày hôm sau. Con tàu tiếp tục phục vụ cùng Lực lượng Phòng vệ Biển Nhật Bản như là chiếc JS Hatsuhi (DE-263); và sau khi hoạt động thêm 20 năm, nó ngừng hoạt động vào đầu năm 1975 và được hoàn trả cho Hải quân Hoa Kỳ.

### BRPRajah Humabon(PS-11)

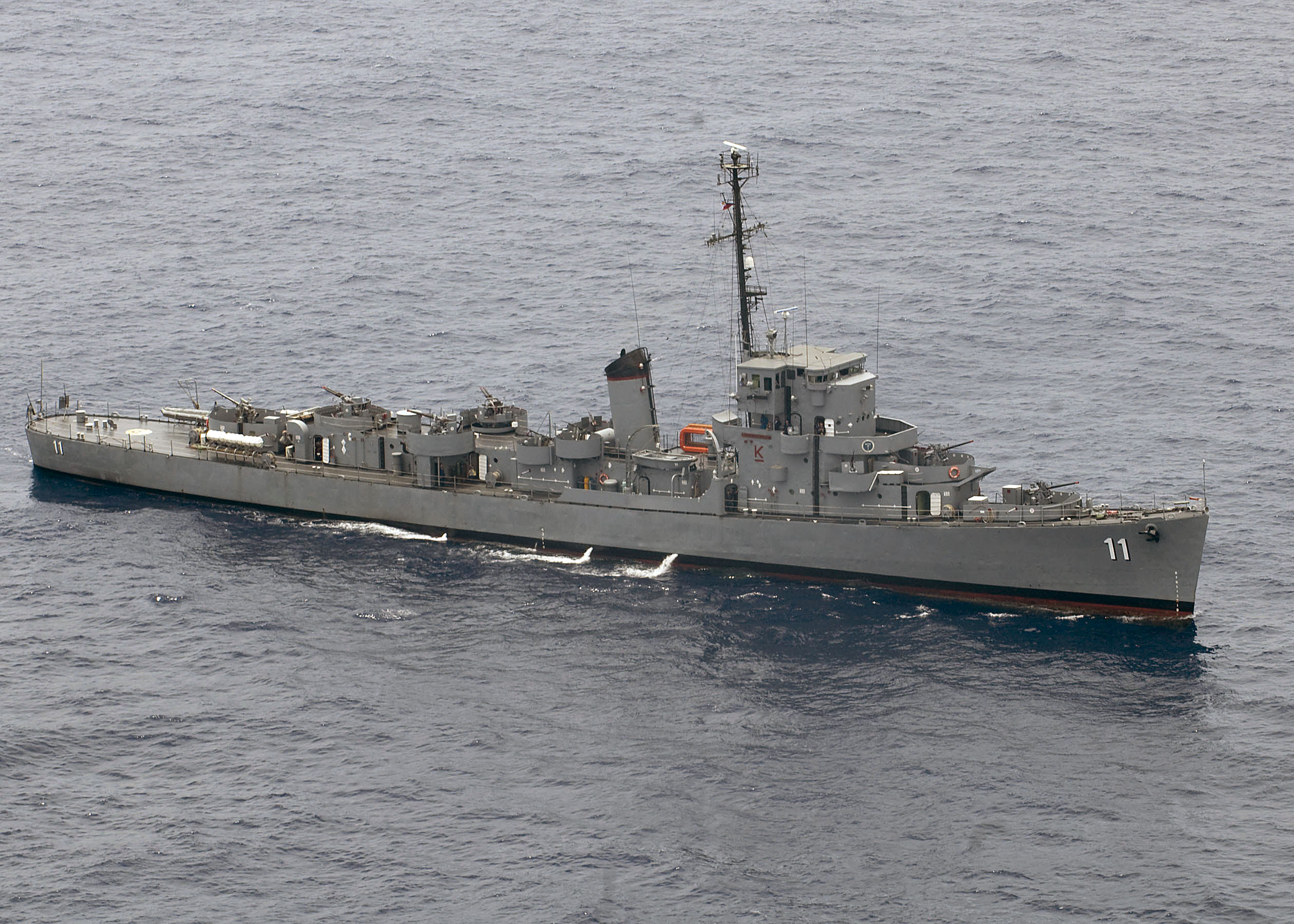
BRP Rajah Humabon vào khoảng năm 2009

Con tàu được bán cho Cộng hòa Philippines vào ngày 13 tháng 9, 1976. Sau khi được sửa chữa và tái trang bị tại Hàn Quốc, nó nhập biên chế cùng Hải quân Philippines vào năm 1980 như là chiếc BRP Rajah Humabon (PS-78). Nó được xếp lại lớp như một tàu frigate tuần tra và đổi sang ký hiệu lườn PF-6. Con tàu được cho xuất biên chế vào năm 1993 nhưng được cho tái biên chế trở lại vào năm 1995 với ký hiệu lườn mới PF-11.
Cho dù kỹ thuật vũ khí đã tiến bộ đáng kể, Rajah Humabon vẫn giữ lại những vũ khí cổ điển thời Thế Chiến II. Nó phục vụ trong vai trò soái hạm của Hải quân Philippines cho đến năm 2011, rồi trong một vai trò danh dự khi chào đón các tàu chiến nước ngoài viếng thăm. Cho đến năm 2016, nó là một trong những tàu hải quân cũ nhất còn hoạt động thường trực trên thế giới, và ký hiệu lườn của nó được đổi thành PS-11. Cuối cùng vào ngày 15 tháng 3, 2018, con tàu được cho xuất biên chế tại Cavite. Sau khi hoàn tất việc xuất biên chế, con tàu được dự định sẽ trở thành một tàu bảo tàng tại Sangley Point.

## Phần thưởng
Atherton được tặng thưởng một Ngôi sao Chiến trận do thành tích phục vụ trong Thế Chiến II.
|             |  |  |
| Bronze star |  |  |

| Dãi băng Hoạt động Tác chiến (truy tặng)                                     | Huân chương Chiến dịch Hoa Kỳ        | Huân chương Chiến dịch Châu Á-Thái Bình Dương |
| Huân chương Chiến dịch Châu Âu-Châu Phi-Trung Đông với 1 Ngôi sao Chiến trận | Huân chương Chiến thắng Thế Chiến II | Huân chương Phục vụ Chiếm đóng Hải quân       |